# D. J. Jelitto
Dirk Joachim „D. J.“ Jelitto (* 29. Juni 1984 in West Valley City, Utah) ist ein ehemaliger US-amerikanisch-deutscher Eishockeyspieler, der im Verlauf seiner aktiven Karriere zwischen 2002 und 2014 unter anderem 183 Spiele für die Hannover Indians und Lausitzer Füchse in der 2. Bundesliga bzw. DEL2 auf der Position des linken Flügelstürmers bestritten hat. Darüber hinaus absolvierte Jelitto annähernd 250 weitere Partien in der ECHL und Central Hockey League (CHL).

## Karriere
D. J. Jelitto begann seine Eishockeykarriere bei Juniorenklubs in der Ontario Hockey League (OHL), einer der drei Profi-Juniorenligen der Canadian Hockey League, und der Northern Ontario Junior Hockey League (NOJHL). Ebenso verbrachte der Stürmer eine Spielzeit in der United States Hockey League (USHL). Seine ersten Jahre als Profi spielte er in der Organisation der Utah Grizzlies aus der ECHL. Nach drei Spielzeiten wechselte er zu den Oklahoma City Blazers aus der Central Hockey League (CHL), wo er zwei Spielzeiten stürmte.
Nach diesen Jahren wechselte er nach Deutschland. Er war vier Jahre für die Hannover Indians aktiv, wo er eine tragende Rolle spielte und in der Saison 2012/13 zum Spieler des Jahres gewählt wurde. Aufgrund der Insolvenz der Indians, die den Rückzug in die Oberliga antraten, wechselte der US-Amerikaner im Sommer 2013 zu den Lausitzer Füchsen, löste den Vertrag aber noch im Oktober zur Pflege seines in den Vereinigten Staaten lebenden, erkrankten Vaters wieder auf. Er beendete das Spieljahr 2013/14 bei den Utah Grizzlies, der ECHL-Organisation seiner Heimatstadt und zog sich im Anschluss an die Saison aus dem aktiven Profisport zurück.

## Karrierestatistik

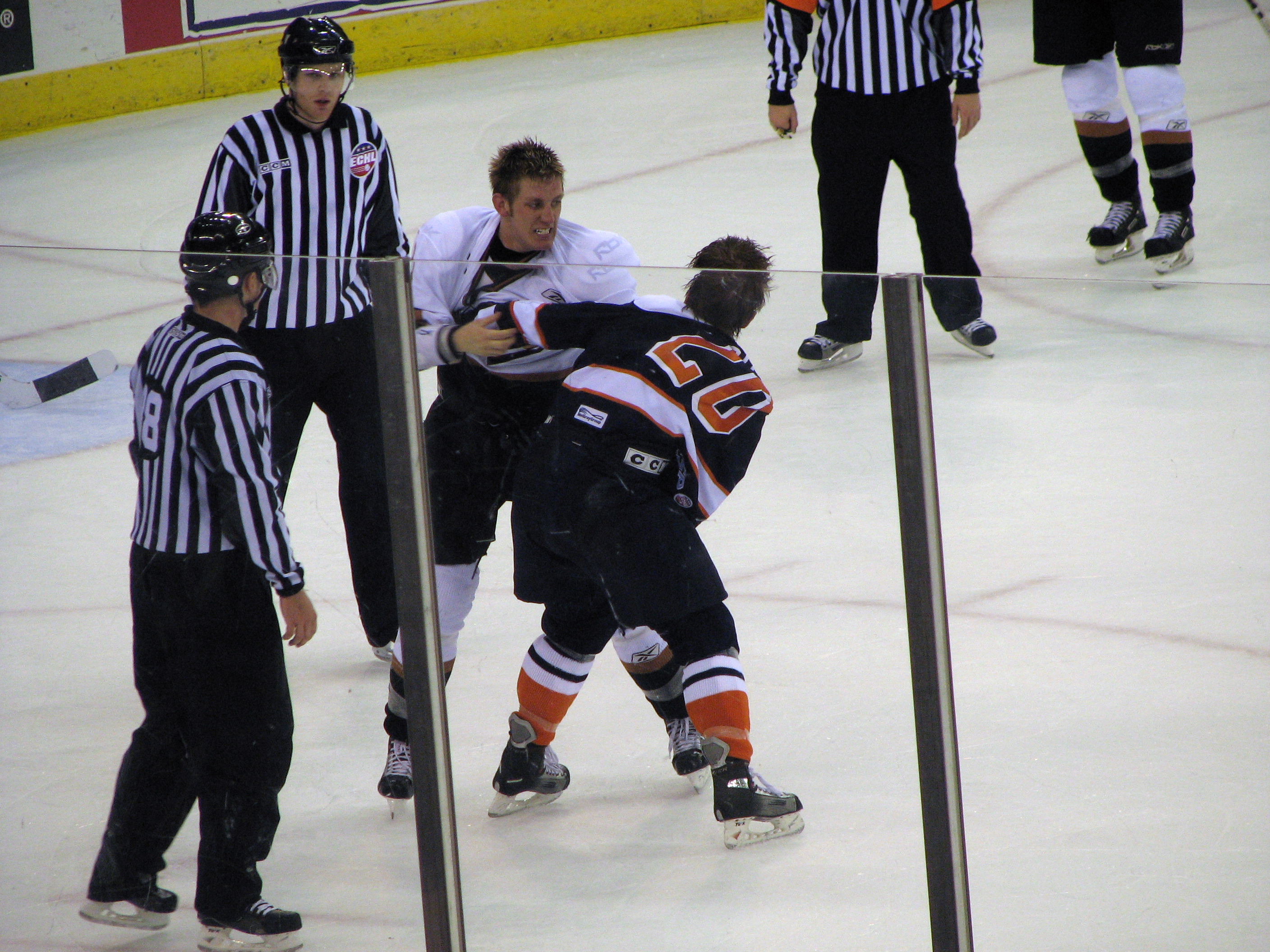
Jelitto (weißes Trikot) bei einem Faustkampf gegen Brandon Schwartz (2007)

(Legende zur Spielerstatistik: Sp oder GP = absolvierte Spiele; T oder G = erzielte Tore; V oder A = erzielte Assists; Pkt oder Pts = erzielte Scorerpunkte; SM oder PIM = erhaltene Strafminuten; +/− = Plus/Minus-Bilanz; PP = erzielte Überzahltore; SH = erzielte Unterzahltore; GW = erzielte Siegtore; 1 Play-downs/Relegation; Kursiv: Statistik nicht vollständig)